# Cornelis Floris de Vriendt
Cornelis Floris de Vriendt (ur. 1514 w Antwerpii, zm. 20 października 1575 tamże) – flamandzki rzeźbiarz, architekt i rytownik.
Jest autorem m.in. Ratusza w Antwerpii, tabernakulum w kościele św. Leonarda w Zoutleeuw (Léau), lektorium w katedrze w Tournai, nagrobka Krystiana III w katedrze w Szlezwiku.
Jego wzorniki (obok wzorników m.in. jego ucznia, Jana Vredemana de Vries) w znacznym stopniu przyczyniły się do spopularyzowania ornamentów okuciowego i kartuszowo-zawijanego.

## Wybrane dzieła

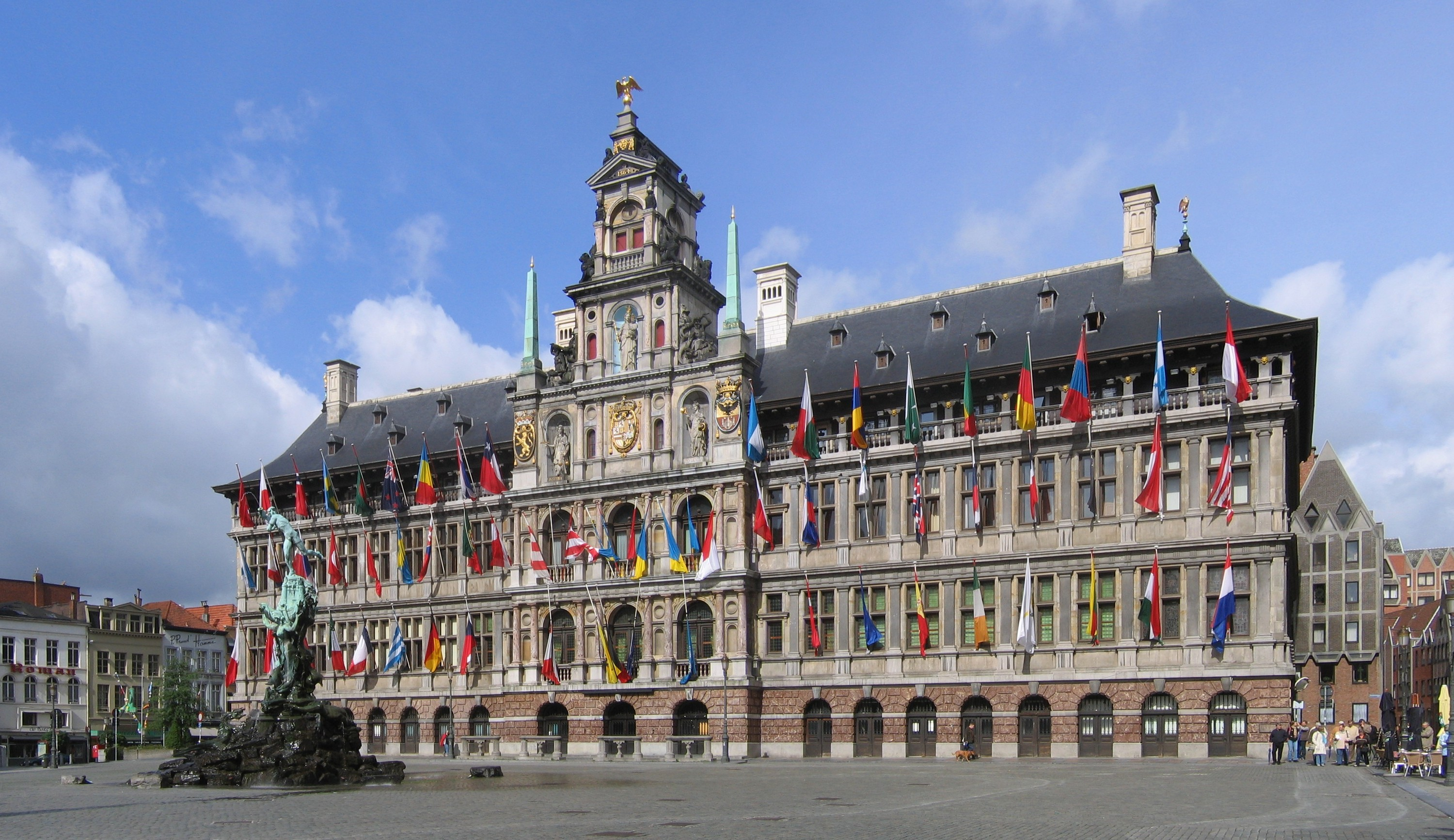
Ratusz w Antwerpii
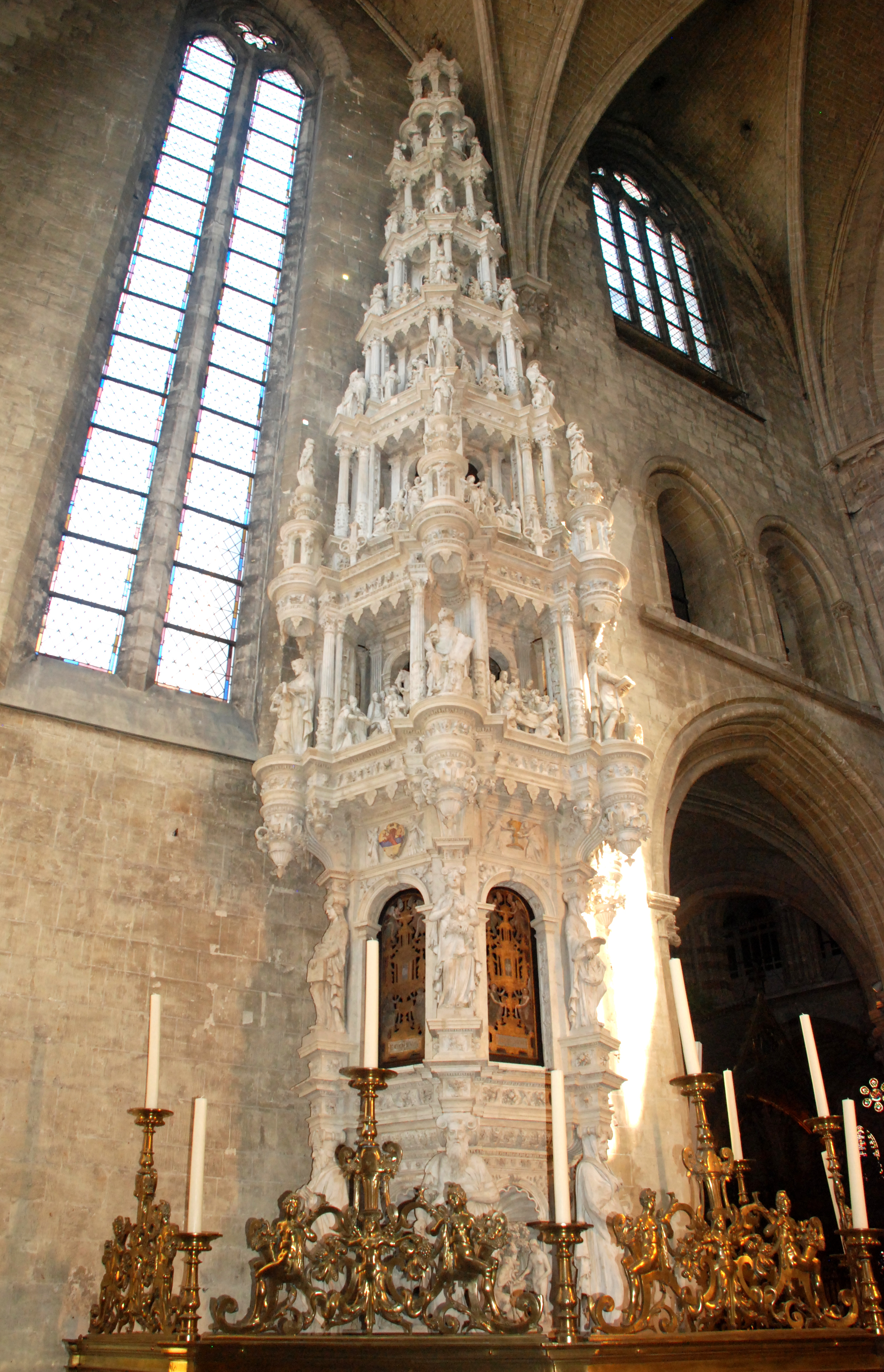
Tabernakulum w kościele św. Leonarda w Zoutleeuw
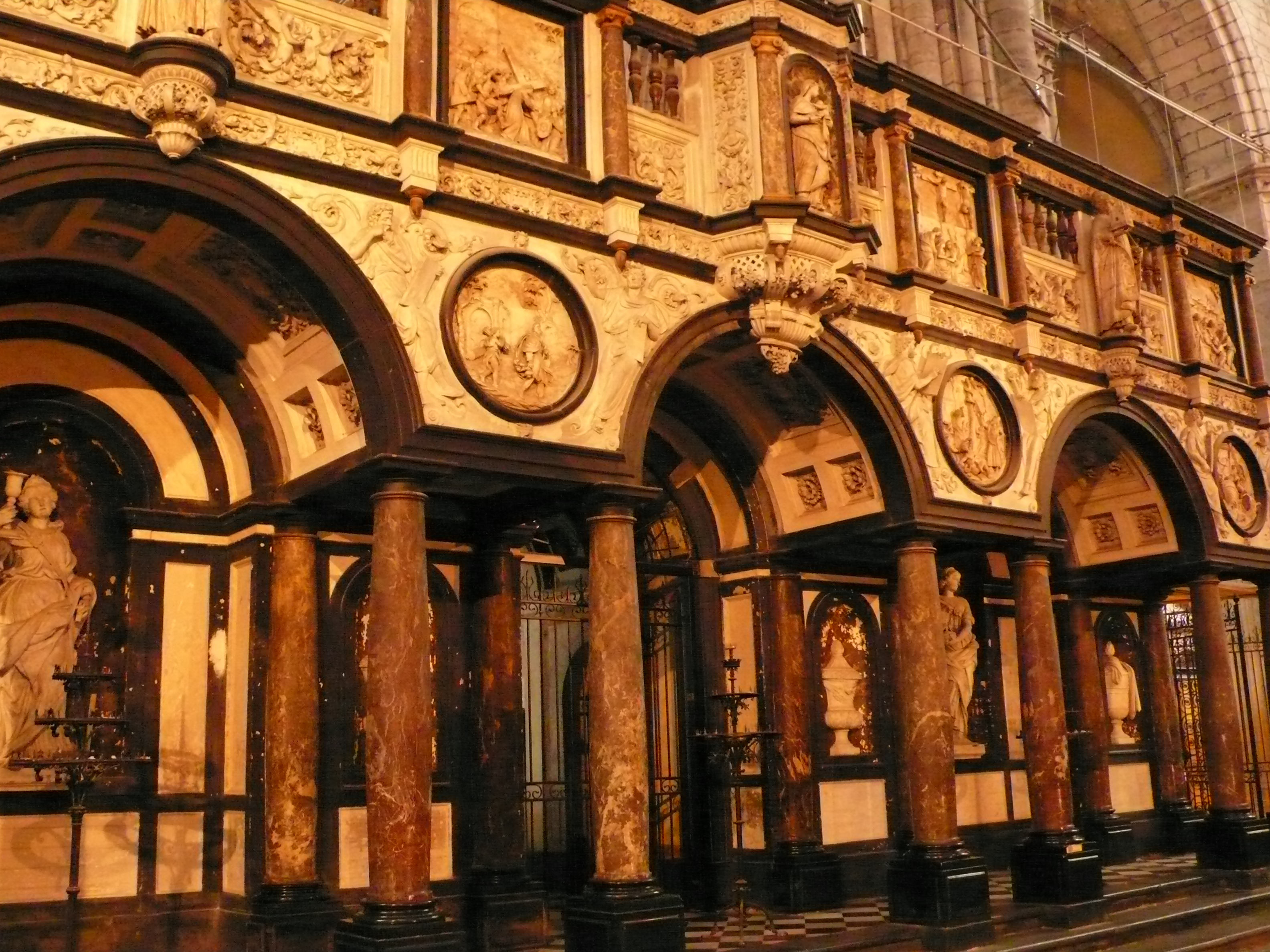
Lektorium w katedrze w Tournai
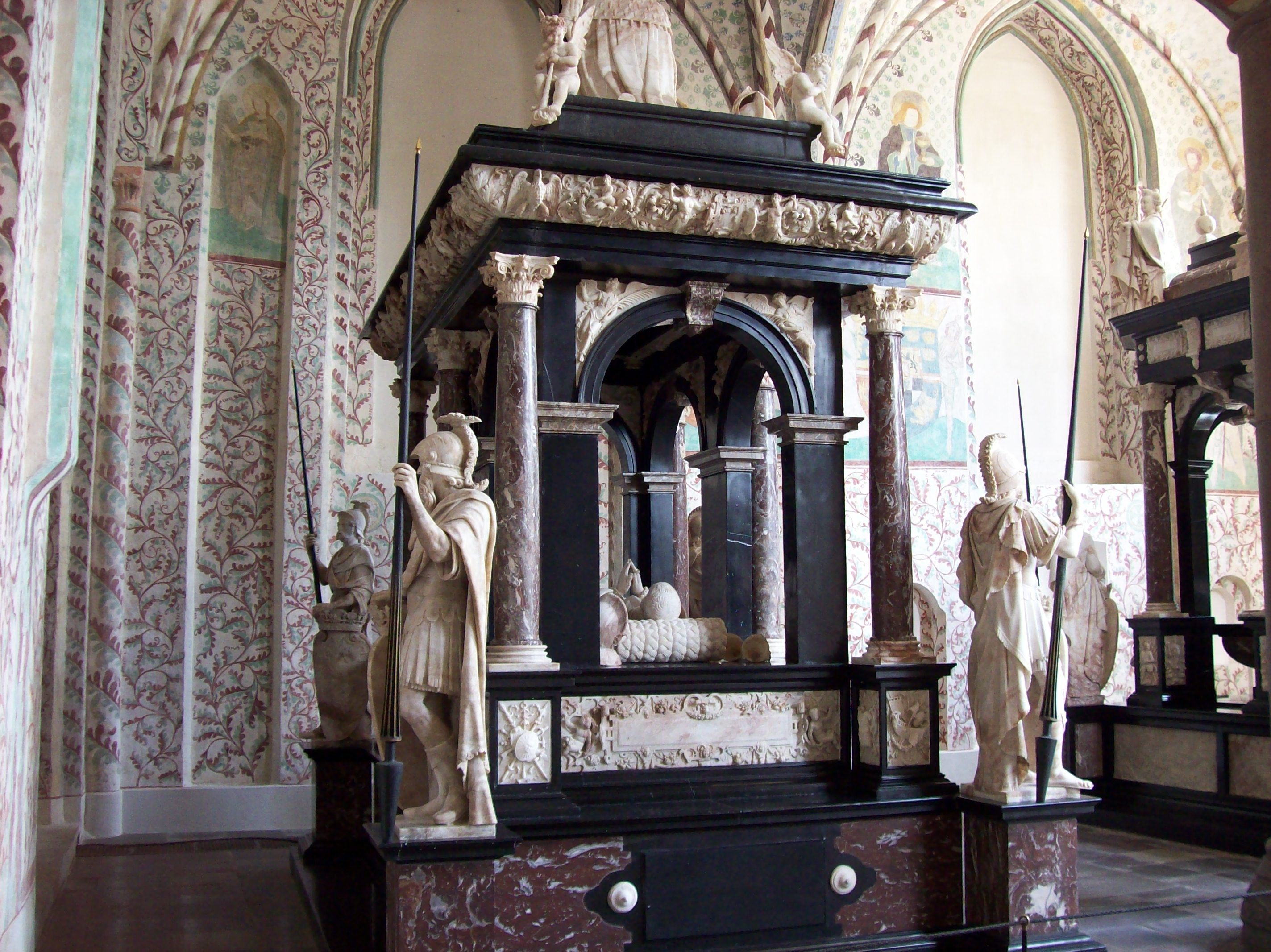
Nagrobek Krystiana III w katedrze w Szlezwiku